# Aphelinis collarti
Aphelinis collarti är en skalbaggsart som beskrevs av Louis Burgeon 1931. Aphelinis collarti ingår i släktet Aphelinis och familjen Cetoniidae. Inga underarter finns listade i Catalogue of Life.